# متلازمة الشريان الفقري الأمامي
متلازمة الشريان الفقري الامامي هي حالة طبية تنشأ بسبب توقف أو انخفاض في تدفق الدم في الشريان الفقري الامامي، مما يؤدي إلى نقص تروية أو موت الخلايا العصبية والالياف العصبية التي تتغذى من هذا الشريان، وهي تشمل حوالي الثلثين الاماميين من الحبل الشوكي والأجزاء الامامية من النخاع المستطيل.
تتميز هذه المتلازمة بفقدان الوظيفة الحركية وفقدان نوعين من الإحساس (الإحساس بالالم والإحساس بالحرارة) أسفل مستوى انسداد الشريان، بينما أنواع آخرى  من الإحساس (وهي الإحساس باللمس الاهتزاز والموضع) والتي تنتقل عبر الجزءالخلفي للحبل الشوكي التي يتغذى من شراييان أخرى.

## التشريح
الجزء الامامي من الحبل الشوكي يتم ترويته عبر الشريان الشوكي الامامي. والذي يبدأ من الفتحة الكبيرة للجمجة عبر اتحاد افرع من الشرايين الفقرية من داخل الجمجمة